# ميك دونوهيو
ميك دونوهيو (بالإنجليزية: Mick Donohue)‏ هو لاعب كرة قدم أسترالية أسترالي، ولد في 2 أغسطس 1917، وتوفي في 15 سبتمبر 1990.

## وصلات خارجية
- ميك دونوهيو على موقع AustralianFootball.com (الإنجليزية)
- ميك دونوهيو على موقع AFLtables.com (الإنجليزية)